# Chiesa di Vuoksenniska
La chiesa di Vuoksenniska (in finlandese:Vuoksenniskan kirkko), conosciuta anche con il nome di chiesa delle Tre Croci (in finlandese:Kolmen Ristin kirkko), è una chiesa luterana situata a circa 8 km dal centro dal centro industriale di Imatra, nella Carelia meridionale, in finlandese è un'opera dell'architetto Alvar Aalto, la chiesa fu terminata nel 1957 ed inaugurata il 28 settembre 1958.
In coerenza con i dettami della architettura organica, di cui Aalto fu uno dei maggiori rappresentanti ed interpreti, l'aspetto della chiesa è stato determinato dall'ambiente: per esempio la torre dell'orologio doveva distinguersi, in mezzo alle numerose ciminiere della città, più per la forma che per l'altezza.
Collocata in mezzo ad un grande parco, dove si distingue per le sue particolari forme e il colore bianco splendente, la "Chiesa delle tre croci" si propone con una nuova idea di fruibilità dello spazio in rapporto con le esigenze e le necessità umane; infatti oltre alla sua destinazione specifica deve soddisfare anche ad esigenze sociali.

## Il progetto
La chiesa può contenere fino ad 800 persone ed è divisibile in tre parti tramite pareti scorrevoli. La zona dell'altare e dell'organo, dove si celebrano matrimoni, funerali e cerimonie può contenere 290 persone; questa cappella può essere ampliata spostando le pareti scorrevoli. Nella parte ovest inoltre vi sono altri locali accessibili direttamente dall'esterno.
Le pareti curve sono determinate da esigenze di acustica, che sono state studiate su modelli.
La chiesa ha un totale di 103 finestre delle quali soltanto due sono identiche nella forma, la torre dell'orologio è alta 34 metri.